# 영평향교
영평향교는 포천시 경기도 포천시 영중면 영평리에 있던 향교이다, 현재는 터와 유허비가 남아있다. 영평군이 1914년에 일제에 의해 포천군에 합속된 후 1938년에 포천향교에 합속되었다. 2011년에 유허비를 세웠다.